# Хевиозо
Хевиозо (Со, Сугбо) — божество грома и неба в дагомейской мифологии, вершитель верховного суда. 

Одновременно связан с плодородием (посылание дождя, урожай) и разрушением (смерть людей, засуха).
Его дети управляют молниями : Агбе, Аден, Аколомбе, Аджаката, Гбвезу, Акеле, Алаза, Гбаде.